# جام نخبگان انجمن تنیس زنان
جام نخبگان انجمن تنیس زنان تروفی درجه دوم مسابقات تنیس حرفه ای زنان پایان سال در تور WTA است. این رویداد جانشین مسابقات قهرمانان انجمن تنیس زنان با فرمت‌های مختلف است که از سال ۱۴–۲۰۰۹ برگزار شد.
جام نخبگان WTA در پایان هر فصل در دو رشته انفرادی و دونفره برگزار می‌شود. در این رویداد انفرادی ۱۲ بازیکن حضور دارند (۱۱ نفر از آنها از ۹ تا ۱۹ جدول پایانی رده‌بندی WTA و یک وایلد کارد قرار دارند). بازیکنان به چهار گروه سه تایی تقسیم می‌شوند و برندگان گروه به مرحله نیمه نهایی تک حذفی راه می‌یابند. در مسابقات قهرمانی دونفره شش تیم در دو گروه حضور دارند که برندگان گروه در فینال رقابت می‌کنند.

## مکان‌های برگزاری
| محل   | سال‌ها            | استادیوم                    | سطح | ظرفیت |
| ----- | ---------------- | --------------------------- | --- | ----- |
| زوهای | ۲۰۱۵–۲۰۱۹، ۲۰۲۳- | مرکز بین‌المللی تنیس Hengqin | سخت | ۵۰۰۰  |